# Lakovaný měděný drát

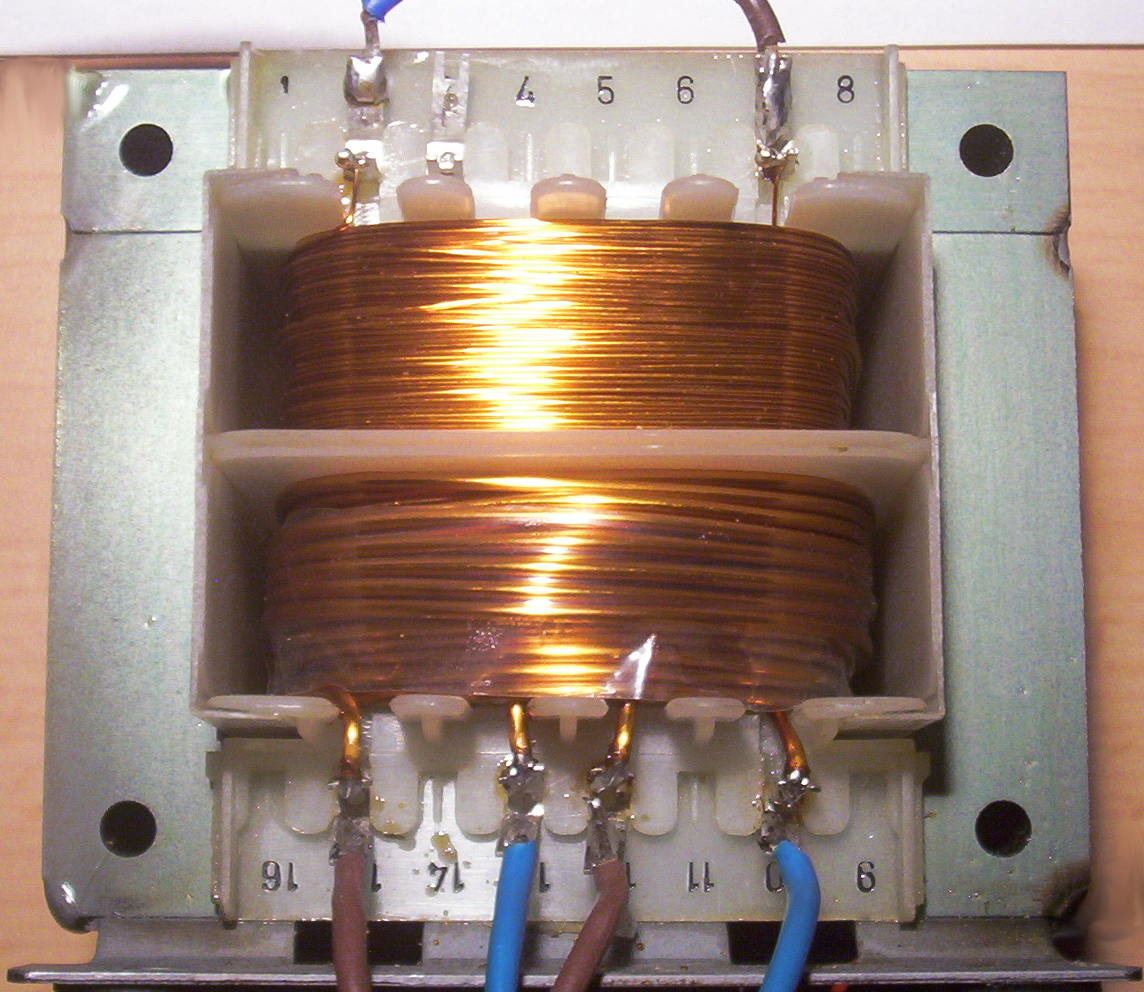
Transformátor s primárním a sekundárním vinutím z lakovaného měděného drátu

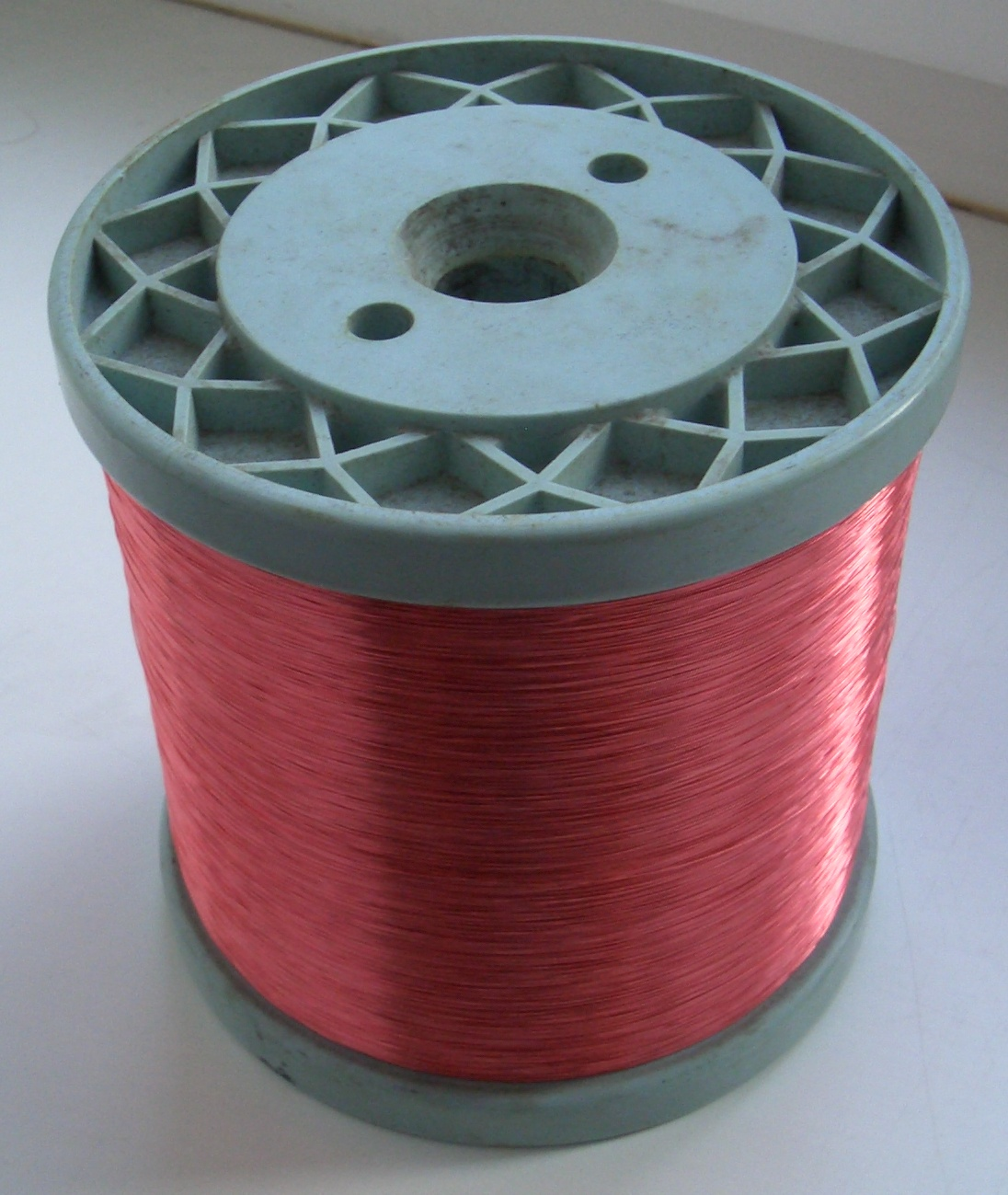
Cívka s lakovaným měděným drátem, připravená na založení do navíječky

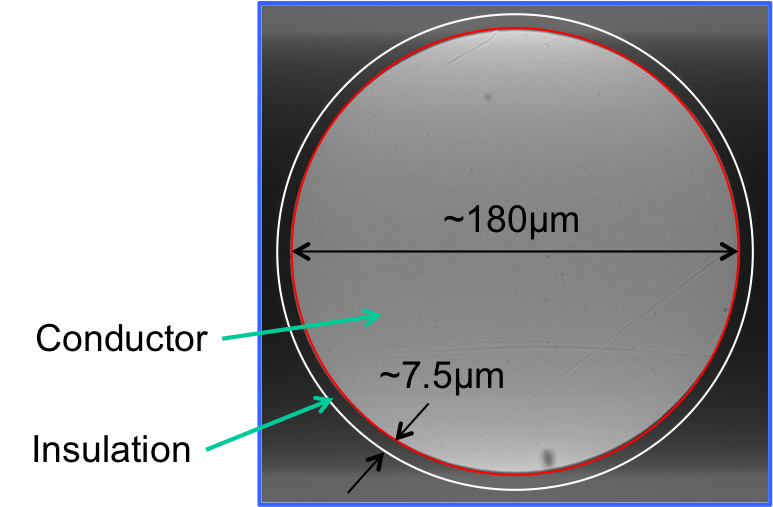
Průřez izolovaného měděného drátu na snímku z elektronového mikroskopu. Conductor ... měděný vodíč, Insulation ... laková izolace vodiče

Lakovaný měděný drát je drát z elektrovodné mědi, pokrytý při výrobě elektroizolační lakovou vrstvou. Tloušťka a hmotnost této lakové izolace jsou velmi malé ve srovnání s jinými izolačními materiály stejných vlastností. Tento typ drátu je přednostně používán ke zhotovení cívek pro transformátory, tlumivky a vinutí točivých strojů. Dalším využitím lakovaných drátů jsou pájené drátové propojky nebo výroba vysokofrekvenčních lanek.
Použitím lakovaných měděných drátů se daří zmenšovat rozměry elektrických strojů. Díky soustředění elektrických a magnetických polí do malého prostoru lze dosáhnout dalších úspor. V neposlední řadě vede zmenšování rozměrů a související zkracování vodičů k menší spotřebě elektrické energie.

## Rozdělení lakovaných drátů
Klasifikace lakovaných měděných drátů je obsažena v mezinárodních normách IEC 60317 a 60851. Dráty jsou rozděleny podle tříd teplotní odolnosti, průrazného napětí izolace a odolnosti vůči teplotním šokům.

## Elektroizolační laky
Laky pro lakování drátů jsou roztoky polymerů většinou ve směsích kresolových rozpouštědel. Všechny laky jsou nanášeny na speciálních lakovacích linkách a vypalovány při teplotách 300 až 600 °C. Přitom se rozpouštědla odpaří a jsou katalyticky spálena. Teplo se využije k ohřevu zařízení. Polymery zesíťují a vytvoří nerozpustný film. Při pájení mechanicky odizolovaného lakovaného drátu se mohou uvolňovat malá množství vysoce jedovatého toluol-2,4-diizokyanátu. Proto je nutné na pracovištích, kde se dráty pájí instalovat účinné odsávací zařízení.
Aby bylo dosaženo hladkého, souměrného a neporézního povlaku, opakuje se proces nanášení a vypálení laku asi šest- až dvacetkrát. Zpravidla tvoří hmotnost lakového filmu asi 10 % hmotnosti výsledného produktu - lakovaného drátu.
Laky na bázi polyuretanů vznikají adicí hydroxylových skupin na aromatické izokyanáty. Jako rozpouštědlo se používá směs technického kresolu a aromatických uhlovodíků. Předčasné reakci jednosložkového laku při dopravě a skladování brání blokování izokyanátů fenolem. Při teplotách kolem 180 °C, během procesu lakování je fenol odštěpen, vzniklý izokyanát zesíťován za vzniku polyuretanu. Nemodifikované polyuretany odpovídají teplotní třídě B (130 °C), polyuretany modifikované imidy odpovídají třídě F (155 °C).
Dráty lakované polyuretanovými laky jsou pájitelné, to znamená, že je možné je pájet bez odstraňování laku. Pájení vyžaduje teploty větší než 340 °C. Při těchto teplotách viditelně mizí lakový povlak díky nízké tepelné odolnosti polyuretanu. Vznikající plyny jsou zdraví škodlivé. Pro dráty na vinutí cívek transformátorů i točivých strojů se prosadily také lakované dráty s povlakem z polyimidů. Díky vhodnému výběru vstupních surovin lze vytvořit povlaky s různými teplotními, mechanickými a dielektrickými vlastnostmi. Polyesterimidy vznikají kondenzační reakcí z etylénglykolu, dimetyltereftalátu, diaminodifenylmetanu. Tyto laky se dodávají jako 40% roztoky ve směsi rozpouštědel. Polyesterimidy jsou v Evropě nejběžnějšími laky. Lakované dráty s polyesterimidovýmn povlakem jsou částečně, při teplotách nad 450 °C, pájitelné.
Cívky s vysokým napětím mezi vrstvami nebo určené pro vysoké frekvence je obvyklé dodatečně impregnovat ponořením do impregnačního laku (zpravidla ve vakuu) s následným vytvrzením. Impregnační lak zaplní mezery mezi závity. Tím brání vnikání vlhkosti mezi závity a zvyšuje izolační odolnost. Navíc se cívka také mechanicky zpevní.
Pro samonosné cívky se užívá takzvaný spékatelný drát. Na vrstvu už vytvrzeného elektroizolačního laku se nanáší další, jen částečně vytvrzená vrstva, kterou je možné vytvrdit až po navinutí a vytvarování cívky. Zahřátím tato vrstva laku zpolymerizuje, vytvrdí se a cívku není nutné impregnovat máčením v impregnačním laku.